# Пренжинка
Пренжинка (пол. Prężynka, нім. Klein Pramsen) — село в Польщі, у гміні Любжа Прудницького повіту Опольського воєводства.
Населення — 338 осіб (2011).

## Демографія
Демографічна структура станом на 31 березня 2011 року:
|          | Загалом | Допрацездатний вік | Працездатний вік | Постпрацездатний вік |
| -------- | ------- | ------------------ | ---------------- | -------------------- |
| Чоловіки | 169     | 26                 | 124              | 19                   |
| Жінки    | 169     | 36                 | 93               | 40                   |
| Разом    | 338     | 62                 | 217              | 59                   |